# 盐帮菜
盐帮菜，又稱小河帮川菜、自贡菜，是流行于四川沱江流域的自贡、富顺、威远、宜宾、隆昌、内江等地的菜系。自贡自古是重要的盐产地，中国古代盐业对应着巨大的商贸利益，盐业贸易导致了古代自贡经济的高度发达。故盐帮菜以精致、奢华、怪异、麻辣、鲜香、鲜嫩味浓为特色。

## 特色
自贡美食以味道鲜美闻名。川菜分以成都为中心的上河帮，以重庆为中心的下河帮，以自贡为中心的小河帮。自贡盐帮菜可以算作小河帮川菜。但也有专家学者认为，盐帮菜与川菜是两个独立的菜系。因为自贡盐帮菜的形成，是历代外省（尤其是闽、粤、赣）盐商移民带来的文化荟萃，不仅仅植根于四川文化。而依帮口对菜系进入划分，以某帮菜命名，则是民国时期方才出现。
自贡盐帮菜分为盐商菜、盐工菜、会馆菜三大支系，以麻辣味、辛辣味、甜酸味为三大类别，讲究“一菜一格，百菜百味”理念。盐帮菜以味厚、味重、味丰为其鲜明的特色。最为注重和讲究调味。除具备川菜“百菜百味、烹调技法多样”的传统之外，更具有“味厚香浓、辣鲜刺激”的特点。盐帮菜善用椒姜，料广量重，选材精道，煎、煸、烧、炒，自成一格；煮、炖、炸、熘，各有章法。盐帮菜追求极端主义的味蕾风格，尤擅水煮与活渡。
“东海少了白玉床，龙王请来河东王。
阿房宫，三百里，住不下河西一家李。
莫愁胡，黄金为瓦玉为屋。
欢喜颜，翡翠珍珠撒满田。”
这首仿《红楼梦》护官符的歌谣描绘了自贡四大盐商“王李胡颜”家族的生活。盐商富绅不满足于一般宴席，他们“食不厌精”，追求新、奇、怪、趣、址名厨师发挥创造性，促成菜点制作在色香味上的精细，有的工艺非常考究，出现了许多烹调“绝活”。

## 发展
自贡盐帮菜在其两百余年的发展过程中，涌现了一代又一代的名厨和烹饪大师。清末盐商李琼圃撰著了《琼圃菜谱》，记载了各色盐帮菜的烹饪要诀，惜已失传。名厨董俊康在日内瓦国际会议上做的一道香酥鸭，倾倒了电影大师卓别林；陈建民大师20世纪中叶把盐帮菜传到了日本上流社会；刘锡禄豆花更在日本成为雅俗共赏的美味。发明火边子牛肉的曾树根，将水煮牛肉做到极致的范吉安，首创牛蹄熊掌的叶掌盘，以“无汁葱烧鱼”享誉盐场的林青云，擅作鱼翅海参宴的栗焕章，以浓味冷吃兔闻名遐迩的刘义公，以一席“大满意”惊绝盐场并入调四川饭店的黄三胖，被众多中央领导称道的倪树章，把自贡菜推向美国和伦敦奥运会的钟富华，都是盐帮菜的领军人物。之后，更有号称四大金刚的樊德崇、李绍光、倪少云、陈德章，再加上邹青云，时称“五朵金花”，他们为传承和发扬盐帮菜做出了重要的贡献。
盐帮菜形成于清代咸丰、同治年间。当年流经自流井的釜溪河，名叫井河。井河两岸是井场，盛产井盐，久而久之，也形成了独特的食俗即今天所说的饮食文化。井河的饮食文化，大体上是清代以来随井盐文化而发展的。井河两岸的食俗风情，首先与其自然地理相关，在此基础上，又与盐业特别是井盐生产联系密切，尤其是移民与外地经商交往的频繁，因异地饮食文化的相互渗透，便形成变化性较强的包容特色，亦富有创造性和多样性。20世纪初，三圣桥街的南面有饮食店三家，都是双开门，风味基本相同，红锅馆，各有特色。到了午后，街北面有十来间单开双进深的经营相当于今天的“冷啖杯”的凉拌牛肉馆，开始紧张工作了。下午4点以后，盐工们先后来到三圣桥街。6点以后亮壶燃了，人如过江之鲫。他们各就其好掂量身上钱币，自择座位，喝三邀四，便开始“龙门阵共同摆，东西各吃各”起来。上世纪20年代后期，自流井八店街曾有一姓商的建立第一家电灯公司，但力量还不足供街灯照明。所以从清末以来，繁华的自流井一入夜市，仍只在铺家屋檐灯与过街餐饮亮油壶灯光之下活动。当三圣桥夜市沸腾时，自流井另一支流动食品队——提兜，携着牛肝以及其他煮熟的凉拌牛肉，特别是火鞭子等，已逐步深入市区，自八店街、正街、石塔上、新街、灯杆坝，一直到牛氏巷，王家塘，湖广庙巷、马房街等。1928年前十字口的纪念碑未建成前，由缪沟井、正街至新街要经过窄道迂回而过。对河而下是一条叫牛肉街的市场，除牛肉外还卖鱼，有青鲌、岩鲤、黄辣丁、鲇鱼、青波鱼、鳡鱼、鲤鱼、鲫鱼等，因此在这三倒拐路上，自然有了不少的馆子，食品档次略高于上述最底层。1902年南华宫兴发园已能承包各种大宴，1911年起三圣桥文兴园、大码头饭店、三圣桥桃园已是名满川南的名菜馆。辛亥革命以后，川滇黔各路军事头领先后云集自贡，他们的特殊享受要求，逼得一些不得不和他们周旋的自贡井主、商帮通过应招专厨及私厨，努力学习、改进，丰富自贡高层饮食的内容和风味。此种情况到四川打垮杨森（1932年），修筑善后桥即新桥后告一段落。自此之后，自贡高层饮食进入了空前丰富与提高的时期。
1930年代，自贡饮食出现了两大新潮。一是以王锡之、王刚全父子在众多阔少名流支持下，在釜溪公园水阁兴办的饮食餐厅——好园。它因占据湖山园林之美，又有别致而时髦的菜肴，食者又多有文化、有身份，所以皆以能到好园订餐聚食为光彩。二是以范吉安为首，在民间中高层饮食店兴起的菜肴改良，因切合市民口味，一开始就收效甚宏。其时，在十字口岷江钣店创造出的＂水煮牛肉＂更是成为自贡盐帮菜乃至中华料理的一张名片。再如＂枕头耙＂（杂脍）也精心改良，以致岷江的＂明蒸杂脍＂竞成市乡作杂脍之新的样品。
进入抗战以后，随外省同胞的西迁，自贡饮食文化又有了更大的变化，所谓川、平、鲁、豫、苏五大菜系均在自贡开业。如冠生园（粤）、大三元（沪）、明湖春（鲁）、燕市酒家（平）、华北天津馆（津、苏）等。真正起到重要影响并受到市民欢迎的则是外省人林国富创建的新津菜社，后改为华北食堂的馆子。此馆所售包、饺实际是江南无锡味，并以此获得普遍欢迎。菜品北平、上海味杂陈，迅速被市民接受，并被盐帮菜吸收。农历五月廿三日,左上桥的文武庙要举办“单刀会”,用黄牛置办整桌牛肉宴,构成了与水牛肉系列风味相照的又一景。而如果遇到大盐商的生日,那才是盐场的盛大节日。生日有“闲生”和“满十”之分。届时,宴请宾客,接受亲友祝贺,谓之“做生”。“闲生”大都从简,家人团聚。“满十”则十分隆重。当地以不善知宾待客为耻,一般宴席有八大碗、九大碗、十大碗不同的等级。寻常宴席必须有粑粑肉、炖鸡汤、咸烧白、腊肉、回锅肉、砣子鱼等。高级的宴席自然只有盐商才能享用,后来逐渐发展为“特级盐场席”(传统名席),不但是菜肴繁复达上百种,更关键的是千奇百怪,以显主人的豪气,这在后面将要谈到。这样的菜,在二战时期,只有像华北食堂等不多的几家餐馆可以从容胜任。战时，自贡餐饮和盐帮菜在其演进发展中，逐渐形成了一批餐饮名店，如“天德园”、“鹿鸣春”、“金谷园”、“快园”、“好园”、“怡园”、“吊皇楼”、“大码头”、“留芬酒楼”、“蜀江春”、“文兴园”、“新津菜社”、“岷江饭店”、“华北食堂”等。
中共建政后，许多自贡名厨被选调进京为中央领导服务。自贡名厨倪树章、牟绍云、缪福三等派往北京四川饭店，梁东如、林泽彬等派往京西宾馆。改革开放后，随着市场经济的实行和人民生活水平的提高，自贡餐饮业逐渐恢复和发展。一些传统老字号酒店逐渐恢复，一些名厨重新出山，一些名菜被挖掘、整理。1979 年，自贡市恢复地方名小吃 100 余种。1989 年，老字号 “蜀江春”酒楼 悄然开业，拉开了自贡餐饮业“国退民进”的序幕。
改革开放以来，以盐帮菜为主要内涵的餐饮名店不仅薪火相传，而且涌现了一批新的名店，如“锦府盐帮菜”、“盐府人家”、“蜀江春”、“阿细”等。在自贡，“盐商菜”、“私家菜”、“盐都会馆菜”、“南国宴”、“蜀南宴”、“蜀江春”、“阿细”、“留芬酒楼”、“盐帮传人”生意日隆，历久不衰。
从80年代开始，自贡菜厨师钟仕伦、周可行、陈礼德、甘为民、缪付三、杜洪斌、邓元典、闻玉庆、杨兴高、金泽彬、陈玉平、王典宜、何学信、周一静、张正全、明登新、宋书明、冯光荣、陈银生、吴德怀、邓伯金、钟富华等人被外交部等部门选派出国，到美国、德国、匈牙利、加拿大、秘鲁、索马里、加纳、阿联酋、伊拉克、尼泊尔等国使馆或餐厅主厨，极大地提高了自贡盐帮菜在世界的影响力和地位。
美国广播公司(ABC)7频道（美食频道）记者在芝加哥盐帮川菜坊现场採访录製了锺富华製作自贡小煎鸡、麻婆豆腐、担担麵等自贡名菜的视频并在电视台和网上播放。
2014年，自贡的井盐传统生产流程以及自贡名菜“烧牛肉”、“水煮牛肉”亮相《舌尖上的中国2》“相逢”，引起社会关注和强烈反响。当时舌尖剧组来到自贡，广泛选取了太源井晒醋、火边子牛肉、富顺豆花儿、燊海井手工制盐等作为素材，但是，为了在篇幅和题材上跟该集其它环节架接，制作播出时删去了许多内容，并没有对盐帮菜进行系统性介绍。

## 评价
1912年时，滇军占领自流井，时任旅长的朱德元帅在自井以自贡菜宴客时，对“罗卜龙”赞不绝口。民国时期，国民政府军事委员会副委员长冯玉祥将军到自贡时，对盐帮菜十分欣赏。抗战期间，宋氏三姐妹（宋霭龄、宋庆龄、宋美龄)到自贡看望战时儿童，对“冬寒菜炒金钩”等自贡菜称赞不已。1982年，时任国防部长张爱萍将军在自贡考察时说：“川菜味第一，吃在四川，真正的正宗的川味在自贡。”(“食在四川，味在自贡”的由来）
美国人马克·科尔兰斯基出版了一本享誉世界的专著《盐》，书里提到了自贡盐商的饮食，说那时富裕的盐商们吃得格外讲究。“在中国，菜的原料越古怪，烹调方法越神秘，就越有身价。‘落汤青蛙’就是自贡盐商们的特色菜之一。在一罐盐水上放几根木条，将活青蛙放进罐里，青蛙会不顾一切地抓住这几根木条，然后将罐子密封。六个月后再开罐时，青蛙已死。风干后就腌制成功了，因为它们都沾上了盐水。然后蒸熟食用。盐商们还爱吃炒蛙肚。不幸的是，尽管它可能美味无比，却无法普及。因为据说做一盘炒蛙肚需要杀死1000只青蛙。”自贡盐史学者宋良曦曾指出：“盐商怪吃，无奇不有，比如吃猪血泡。其做法是将活的大肥猪四蹄捆住放倒，用楠竹筒盛煮得滚开的糯米稀饭，撬开猪的嘴巴硬灌下去，随即杀猪，开膛剖肚取下猪的口腔、食道、胃子里烫起的血泡，配以精美佐料烹炒而成。”“至于吃鹅掌，是在一间小屋里围上一块地，铺上糠壳点燃火，这是一种能长时间燃烧的微火。将活鹅多只放进去，鹅在糠壳地上乱跑，脚掌被烧痛，嘎嘎直叫，口渴难忍，这时便以著名的太原井晒醋喂鹅，直等到鹅掌上烫起了累累血泡，即砍下鹅掌，烹调成菜。”显然，这些吃法已经近于残忍，从属于封建时代长盛不衰的“暴力美学”，但也都是追求极端主义的味蕾风格所致。
2015年，美国着名的旅游专栏作家费达·莫恩(Freda Moon)在主流媒体《纽约时报 （页面存档备份，存于）》(New York Times)发表了一篇她到芝加哥旅游的热点文章《36小时在芝加哥》(36 Hours in Chicago) 向美国及全世界来美的旅游者推荐了美国首家独具特色的中国盐帮美食文化主题餐厅“盐帮川菜坊”和两道盐帮名菜“自贡鲜锅兔”( Rabbit in spicy ginger sauce)与“盐帮水煮鱼”( Spicy poached fish)。费达·莫恩的文章刋出后被美国各大主流媒体，电视台，包括CNN新闻和芝加哥主要媒体，网站转载，吸引了世界各国的游客到盐帮川菜坊品赏盐帮川菜,这也是在芝加哥众多的川菜馆之中唯一获得的殊荣。

## 特色菜
- 水煮牛肉：自贡名菜。
- 烧牛肉：大安烧牛肉，起源於自貢市大安區，二战时传入首都重庆市，内战后又传入高雄市冈山区空军眷村，成为台湾牛肉麵的源头。
- 炮烙鹅掌：盐商菜，用数十只活鹅跑过预先铺上烧红的木炭将其鹅掌烫出燎泡后将鹅掌砍下去骨烹调
- 火边子牛肉：自贡特产。
- 冷吃兔：自贡特产。
- 冷吃牛肉
- 火爆黄喉
- 粉蒸牛肉（蒸笼）
- 退秋鱼：清末民国自贡名菜，其正宗食材已经很难获取。
- 沙锅鱼头：民国时期自贡名菜（二战时期，井、淮、沪融合的盐帮菜）。
- 烧中段：民国时期自贡名菜。
- 烧划水翅：民国时期自贡名菜。
- 脆皮鱼：民国时期自贡名菜。
- 糖醋鲤脊：民国时期自贡名菜（井、淮、沪融合的盐帮菜）。
- 盐工水煮鱼：《芝加哥读者报》(Chicago Reader)把“盐工水煮鱼”评为芝加哥的特色川菜。
- 松鼠鱼：《芝加哥论坛报》把锺富华创制的“川扬盐府松鼠鱼”列为芝加哥"应该一吃"的名菜。
- 自贡小煎鸡
- 粑粑肉
- 明蒸杂脍
- 水煮田鸡（青蛙）
- 假鱼海椒：自贡民间名菜，是“鱼香味”菜系的源头。
- 掌盘牛肉
- 坛子美蛙
- 血泡肉
- 香嘴肉
- 鲜椒拌兔
- 凉拌鸡丝
- 富顺豆花
- 跳水鱼
- 鲜锅兔
- 牛佛烘肘
- 李桥扑菜：自贡咸菜，与“泡菜”不同，必以自贡井盐腌制乃佳。经中华料理大师陈建民先生在日本传播，直接影响了日本料理。日本餐食中一般会有几小碟的各种咸菜，就是由于自贡（JIKO）咸菜的推广。[6]
- 担担麵：自貢最為著名的麵食。相傳是1841年一个绰号叫做陈包包的自贡小贩创制，因为早期是用扁担挑在肩上在自貢、成都沿街叫卖，所以叫做担担面。
- 自貢涼蝦
- 炒空心菜：将空心菜预先灌入肉馅，然后炒制
- 辣子吉祥鲍
- 清炖狮子头：属于井、淮、沪融合的盐帮菜。
- 鲜虾珊瑚球
- 豌豆仔乌鱼
- 菌香蚌仔
- 米椒千层鳝
- 翡翠虾球
- 金汤乌鱼
- 魔芋烧鸭
- 芭夯兔
- 凉拌鲫鱼
- 葱葱鲫鱼
- 卤田鸡
- 红烧仔乌鱼（王井仔乌鱼）
- 韭黄熘兔丝
- 黄豆烧鹅
- 火爆双脆
- 火爆羊肝
- 耙泥鳅
- 酸菜田螺
- 红烧鳝鱼
- 烧白
- 盘龙黄鳝
- 酸辣鳝丝
- 盐工干煸茄条：“芝加哥食网”也把“盐工干煸茄条”评为芝加哥中国城15个最价廉物美的美食。
- 西秦會館大盤雞
- 四星望月
- 推紗望月
- 冬寒菜炒金钩：：抗战时期宋氏三姐妹在自贡看望战时儿童时的餐食。
- 宋氏三豆湯：抗战时期宋氏三姐妹在自贡看望战时儿童时的餐食。
- 竹筒筍燒肉
- 川南涼粉